# سیارک ۱۱۱۴۰
سیارک ۱۱۱۴۰ (به انگلیسی: 11140 Yakedake، نامگذاری:1997AP1) یازده هزار و صد و چهلمین سیارک کشف شده‌است که در ۲ ژانویه ۱۹۹۷ کشف شد.
قدر مطلق سیارک برابر ۳۵.۴ است.